# Museum für Europäische Volkstrachten
Das Museum für Europäische Volkstrachten, auch Beecker Trachtenmuseum genannt, zeigt überwiegend Festtagstrachten aus verschiedenen Ländern Europas. Das Museum gehört zu den Beecker Erlebnismuseen und befindet sich am Kirchplatz 7 in Beeck bei Wegberg (Kreis Heinsberg). In unmittelbarer Nähe betreibt der Heimatverein Wegberg-Beeck e.V. auch das Beecker Flachsmuseum.

## Geschichte
Der Heimatverein Wegberg-Beeck, der im Ort schon seit 1982 das Beecker Flachsmuseum betrieb, übernahm in den 1990er Jahren von den Eheleuten Kircher deren private Sammlung an Volkstrachten und gründete hierfür ein eigenes Museum. Die Stadt Wegberg hatte die Sammlung gekauft und sie als Dauerleihgabe zur Verfügung gestellt. Das Museum wurde im ehemaligen Bürgermeisteramt, einem denkmalgeschützten Gebäude am Beecker Marktplatz, untergebracht. Das Haus wurde zunächst vom Verein in Eigenleistung zwischen 1996 und 2001 restauriert. Eröffnet wurde das Museum am 14. Januar 2001.
2015 wurde die Ausstellung neu konzipiert, sie präsentiert sich nun als Dauerausstellung auf zwei Etagen und mit zusätzlich wechselnden Sonderausstellungen im kompletten Erdgeschoss.

## Sonderausstellungen
Vom 22. März 2015 bis 6. März 2016 fand im Dachgeschoss die himmelwärts-Sonderausstellung Textile Kirchenschätze im Verborgenen statt. Gezeigt wurden Paramente – kirchliche Gewänder, Textilien und Exponate aus den Kirchen und Kapellen der katholischen Kirchengemeinde St. Martin Wegberg. Die Ausstellung war ein Teil des deutsch-niederländischen Museumsprojekts himmelwärts – hemelwaarts. Religiöses Leben an Rhein und Maas – het religieuze leven an rijn en maas, das von circa 50 Museen und Einrichtungen im Raum Niederrhein und in der Provinz Limburg veranstaltet wurde.
Vom März bis November 2017 zeigte das Haus die Ausstellung „Unterwegs – Die Heimat verlassen, eine neue Heimat finden. Geschichten von Menschen aus Wegberg“. Die gleichnamige 16-seitige Publikation ist im Museum erhältlich.
Vom 15. April 2018 bis 25. November 2018 findet in den beiden Sonderausstellungsräumen im Erdgeschoss sowie in den beiden oberen Etagen die bisher größte Wechselausstellung des Hauses – Schmuckkulturen Europas – mit über 1000 antiken Schmuckstücken aus 30 Ländern statt. Alle hier gezeigten Objekte werden zum ersten Mal der Öffentlichkeit zugänglich gemacht.
Leihgaben und Stücke aus zahlreichen Privatsammlungen geben einen umfassenden Einblick in unterschiedlichste Themen des traditionellen europäischen Schmucks auf dem Lande. Komplementiert wird die umfangreiche Schau durch bedeutende Vergleichsstücke aus Außereuropa.